# Aquaman (film)
Aquaman – amerykański film superbohaterski z 2018 roku na podstawie serii komiksów o superbohaterze o tym samym pseudonimie wydawnictwa DC Comics. Za reżyserię odpowiada James Wan, a za scenariusz David Leslie Johnson-McGoldrick i Will Beall. Film został wyprodukowany przez Warner Bros. Pictures, DC Entertainment i Peter Safran Productions, a za dystrybucję odpowiedzialne jest Warner Bros. Pictures. Tytułową rolę zagrał Jason Momoa, a obok niego w rolach głównych wystąpili: Amber Heard, Willem Dafoe, Patrick Wilson, Dolph Lundgren, Yahya Abdul-Mateen II, Temuera Morrison i Nicole Kidman.
Produkcja opowiada historię Arthura Curry’ego / Aquamana, który wyrusza, by poprowadzić podwodne królestwo Atlantydy i powstrzymać swojego przyrodniego brata, króla Orma, przed zjednoczeniem siedmiu podwodnych królestw w celu zniszczenia świata ludzi.
Prace nad filmem rozpoczęły się w 2004 roku, ale nie nabrały tempa aż do premiery Człowieka ze stali w 2013 roku. W sierpniu 2014 roku Will Beall i Kurt Johnstad zostali zatrudnieni do napisania konkurencyjnych scenariuszy. W kwietniu 2015 Wan podpisał umowę na reżyserię, a produkcja filmu ruszyła w lipcu 2016 roku do scenariusza Bealla. Główną obsadę ujawniono w 2016 i na początku 2017 roku. Zdjęcia główne trwały od maja 2017 do października 2018 roku.
Jest to szósty film należący do franczyzy DC Extended Universe. Aquaman miał premierę 26 listopada 2018 w Londynie, a w Polsce pojawił się 19 grudnia. Film zarobił 1,148 miliarda dolarów, co czyni go najlepiej zarabiającym filmem DCEU, najlepiej zarabiającym filmem opartym na postaci z DC Comics, piątym najlepiej zarabiającym filmem 2018 roku i dwudziestym czwartym najlepiej zarabiającym filmem wszech czasów. Produkcja otrzymała przeważnie pozytywne recenzje krytyków. Chwalono głównie efekty wizualne, ton, sekwencje akcji, kreację Momoa i reżyserię Wana, ale skrytykowano fabułę i czas trwania.
Od 14 do 28 października 2021 emitowano animowany miniserial, zatytułowany Aquaman: King of Atlantis, którego akcja rozgrywa się po wydarzeniach z filmu. Bezpośrednia kontynuacja filmu, Aquaman i Zaginione Królestwo, miała premierę 19 grudnia 2023 roku.

## Streszczenie fabuły
W 1985 w stanie Maine latarnik Thomas Curry ratuje podczas sztormu Atlannę, królową podwodnego królestwa Atlantydy. Zakochują się w sobie i rodzi im się syn, Arthur, który ma moc komunikowania się z morskimi stworzeniami. Kiedy atlantydzcy żołnierze wysłani przez króla Orvaxa – nowego władcę Atlantydy – przybywają, by schwytać Atlannę i sprowadzić ją do królestwa, ta ich pokonuje. Zmuszona jest jednak opuścić rodzinę, by chronić ją przed żołnierzami Atlantydy. Odpływając do podwodnego królestwa poleca swojemu doradcy, Nuidisowi Vulko, aby szkolił Arthura. Po latach treningu Curry nie chce udać się na Atlandydę, gdy dowiaduje się, że Atlanna została stracona przez Orvaxa za miłość do człowieka i spłodzenie z nim syna.
Znacznie później, rok po pokonaniu Steppenwolfa, Arthur stawia czoła piratom, którzy porwali rosyjską łódź podwodną. Ich przywódca zostaje zabity podczas nieudanej próby pokonania Arthura, a jego syn, David, poprzysięga zemstę. Obecny władca Atlantydy, król Orm Marius, syn Orvaxa i przyrodni brat Arthura, przekonuje króla Nereusa z Xebel, by pomógł zjednoczyć Atlantydę i zniszczyć świat ludzi za zanieczyszczanie oceanów. Nereus zgadza się pomóc po tym, jak zostają zaatakowani przez łódź podwodną.
Córka Nereusa, Mera, która jest zaręczona z Ormem, odmawia im pomocy i prosi Arthura o wsparcie. Ten towarzyszy jej przez całą drogę do Atlantydy, gdzie Vulko namawia go do odnalezienia Trójzębu króla Atlana – magicznego artefaktu pierwszego władcy Atlantydy – by odzyskać należne mu miejsce na tronie. Wpadają w zasadzkę ludzi Orma, a Arthur zostaje schwytany. Król obwinia go za śmierć Atlanny i prawie zabija go w pojedynku, jednak Mera go ratuje. Arthur i Mera podróżują do upadłego Królestwa Dezerterów, ukrytego pod Saharą, gdzie trójząb został wykuty. Tam znajdują holograficzną wiadomość, która prowadzi ich na Sycylię we Włoszech, gdzie odnajdują współrzędne położenia trójzębu.
Orm daje Davidowi prototyp stroju bojowego żołnierzy Atlantydy, aby mógł zabić Arthura. Następnie więzi Vulko i zmusza Królestwo Rybaków do złożenia mu przysięgi wierności zabijając ich króla. Okazuje się również, że Orm wynajął Davida i jego ojca, by porwali rosyjską łódź podwodną (tę samą, która wcześniej zaatakowała Atlantydę), by zdobyć poparcie Nereusa. David nazywa siebie Black Mantą i atakuje Arthura, ale Curry’emu udaje się go pokonać. W miejscu, które wskazały współrzędne, Arthurowi i Merze udaje się odeprzeć atak potworów, a następnie tunel transportuje ich do niezbadanego morza w centrum Ziemi. Tam znajdują Atlannę, której udało się uciec i przeżyć, a następnie skrywać przez 20 lat.
Arthur staje do walki z Karathenem, mitycznym stworzeniem i strażnikiem trójzębu. Udaje się mu go zdobyć i obiecuje chronić zarówno Atlantydę, jak i świat ludzi. Orm prowadzi swoją armię przeciwko Królestwu Solanki, by ogłosić się Panem Oceanu, natomiast Arthur prowadzi przeciwko niemu armię morskich stworzeń. Zwolennicy Orma uznają Arthura za prawdziwego króla, gdy dowiadują się, że włada on trójzębem Atlana. Curry pokonuje Orma, ale daruje mu życie, a ten godzi się na uwięzienie po odkryciu, że Arthur odnalazł ich matkę. Zgodnie z obietnicą Atlanna wraca do Thomasa, a Arthur wstępuje na tron.
W scenie po napisach końcowych, David zostaje uratowany przez naukowca, doktora Stephena Shina, który ma obsesję na punkcie Atlantydy. David zgadza się zaprowadzić tam Shina w zamian za pomoc w zemście na Arthurze.

## Obsada
| Polski dubbing |
| • Jan Aleksandrowicz-Krasko jako Arthur Curry / Aquaman • Ewa Prus jako Mera • Tomasz Schimscheiner jako Nuidis Vulko • Kamil Pruban jako Orm Marius / Ocean Master • Grzegorz Pawlak jako Nereus • Michał Mikołajczak jako David Hyde / Black Manta • Tamara Arciuch jako Atlanna |

- Jason Momoa jako Arthur Curry / Aquaman, półkrwi Atlantyjczyk, syn Thomasa Curry’ego i królowej Atlanny, który z niechęcią pretenduje do tronu podwodnego królestwa Atlantydy. Potrafi manipulować falami, komunikować się z wodnymi stworzeniami i pływać z nadludzką szybkością[6]. Kaan Guldur zagrał dziewięcioletniego Arthura Curry’ego, natomiast trzynastoletniego – Otis Dhanji[7].
- Amber Heard jako Mera, atlantydzka wojowniczka wychowywana przez królową Atlannę. Ma zdolności hydrokinetyczne i telepatyczne[8].
- Willem Dafoe jako Nuidis Vulko, szef naukowego doradztwa Atlantydy[9].
- Patrick Wilson jako Orm Marius / Ocean Master, skorumpowany przyrodni brat Arthura Curry’ego, chce przejąć tron Atlantydy[10].
- Dolph Lundgren jako Nereus, władca podwodnej nacji Xebel i ojciec Mery[11].
- Yahya Abdul-Mateen II jako David Hyde / Black Manta, bezwzględny najemnik i poszukiwacz skarbów[12].
- Nicole Kidman jako Atlanna, matka Arthura Curry’ego i była królowa Atlantydy[13].

W filmie wystąpili również: Temuera Morrison jako Thomas Curry, ojciec Arthura Curry’ego i latarnik; Ludi Lin jako Murk, dowódca armii Atlantydy; Michael Beach jako Jesse Kane, ojciec Davida Hyde’a; Randall Park jako Stephen Shin, biolog morski i przyjaciel Thomasa Curry’ego oraz Graham McTavish jako król Atlan.
Ponadto Leigh Whannell, wieloletni współpracownik Jamesa Wana, pojawił się w filmie jako pilot; Julie Andrews podkłada głos Karathenowi, strażnikowi trójzębu; John Rhys-Davies podkłada głos Królowi Solanki, a Djimon Hounsou – Królowi Rybaków. Obie te postaci na planie zagrał Andrew Crawford. Natalia Safran i Sophia Forrest zagrały odpowiednio Królową Rybaków, Rinę i Księżniczkę Rybaków, Scales.

## Produkcja

### Rozwój projektu

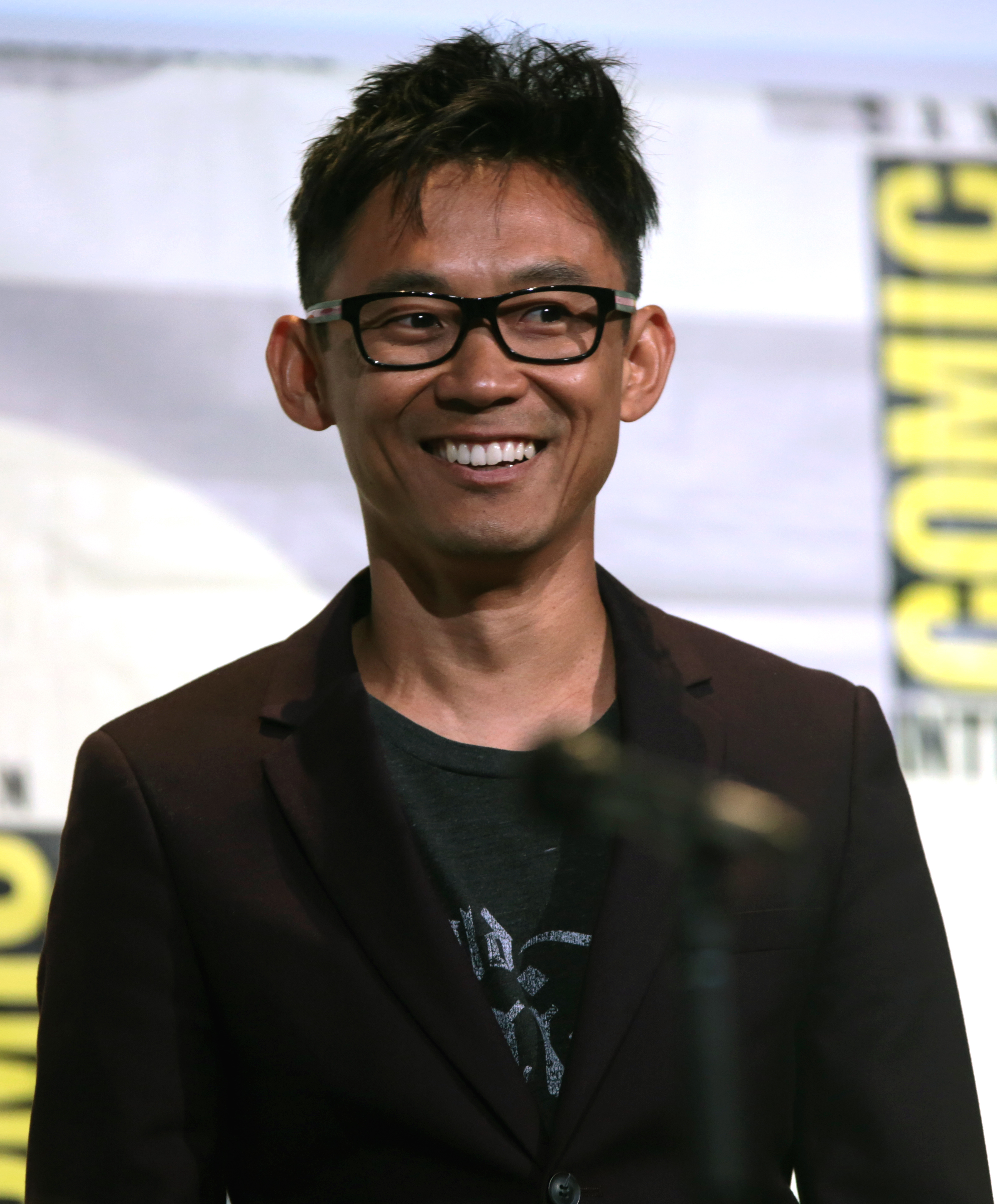
James Wan, reżyser filmu

W 2004 roku portal FilmJerk.com doniósł, że Alan i Peter Riche z Sunrise Entertainment planowali zrobić film o Aquamanie, a scenariusz miał napisać Robert Ben Garant. W 2007 roku studio Warner Bros. ogłosiło rozpoczęcie prac nad filmem o Lidze Sprawiedliwości ze scenariuszem Michele i Kieran Mulroney. Film, który rzekomo nosił tytuł Justice League: Mortal, miałby być kinowym debiutem Aquamana. George Miller podpisał umowę na reżyserię jeszcze w tym samym roku. Film został ostatecznie anulowany z powodu opóźnień w produkcji spowodowanych strajkiem scenarzystów w Stanach Zjednoczonych. Wcześniej jednak w roli Aquamana obsadzony został chilijski aktor Santiago Cabrera. W lipcu 2009 roku pojawiły się informacje, że prace nad filmem o Aquamanie prowadzone są przez należącą do Leonardo DiCaprio firmę Appian Way. Po premierze Człowieka ze stali w 2013 roku ujawniono, że trwają dyskusje o przyszłych filmach uniwersum, w tym o kolejnych filmach z Supermanem, Batmanem, a także o filmie Wonder Woman i Aquamanie. Geoff Johns powiedział „Variety”, że Aquaman jest postacią priorytetową. 12 sierpnia 2014 roku Warner Bros. ogłosiło, że zatrudniło Willa Bealla i Kurta Johnstada do napisania dwóch osobnych scenariuszy. Prace nad filmem toczyły się dwutorowo, ale tylko lepsza wersja miała być kontynuowana.
10 kwietnia 2015 roku serwis „The Hollywood Reporter” poinformował, że James Wan jest głównym kandydatem do objęcia stanowiska reżysera. W czerwcu 2015 roku potwierdzono, że Wan zajmie się reżyserią, a także że będzie nadzorował scenariusz autorstwa Kurta Johnstada. 12 listopada 2015 roku zatrudniono nowego scenarzystę, Davida Leslie Johnsona-McGoldricka; nie było jednak jasne, czy będzie będzie on pracował samodzielnie, czy we współpracy z Wanem. Ostatecznie wszystkie plany scenariuszowe zostały porzucone, a Wan i Johns planowali ruszyć do przodu z nowym scenariuszem napisanym przez Willa Bealla. Później sprowadzono z powrotem Johnsona-McGoldricka, aby przerobił scenariusz Bealla.
W marcu 2016 roku ogłoszono, że wydarzenia w filmie będą osadzone po Lidze Sprawiedliwości. Przedprodukcja rozpoczęła się w Australii pod koniec listopada 2016 roku.

### Casting

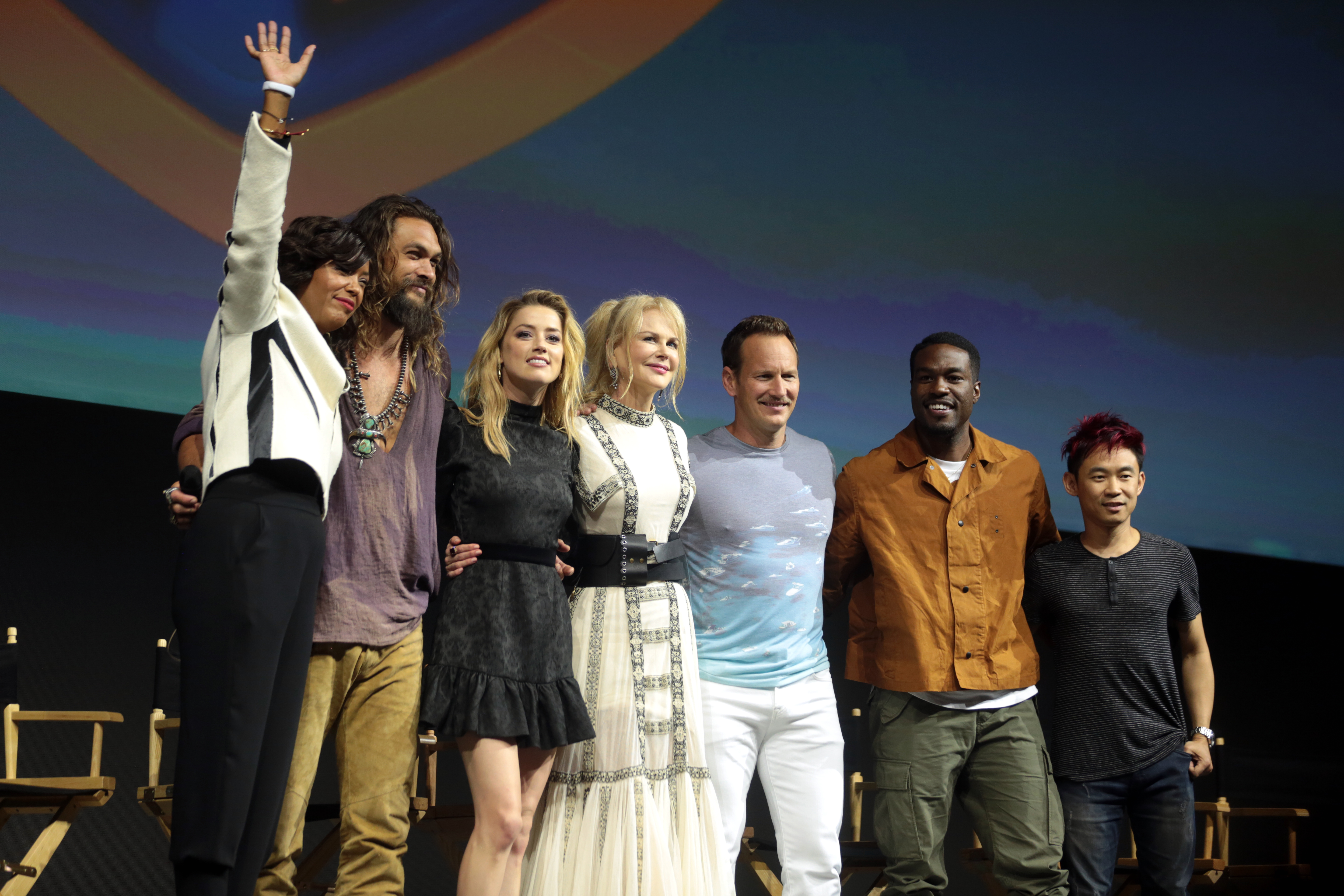
Ekipa filmowa podczas San Diego Comic-Conu w 2018 roku

W październiku 2014 roku wraz z ogłoszeniem filmu studio Warner Bros. ujawniło, że w roli głównej wystąpi Jason Momoa. Tego samego miesiąca Momoa ujawnił, że przygotowuje się do filmu o Lidze Sprawiedliwości i nie wie, czy solowy film o Aquamanie pojawi się przed nim, czy po. W grudniu 2014 roku ujawniono, że Momoa podpisał umowę na cztery filmy.
13 stycznia 2016 roku serwis „The Hollywood Reporter” ogłosił, że Amber Heard rozpoczęła negocjacje w sprawie zagrania roli księżniczki Mery, a jej obsadzenie zostało oficjalnie potwierdzone dwa miesiące później. W kwietniu 2016 roku zdradzono, że Willem Dafoe został obsadzony w nieujawnionej roli, a później okazało się, że jest to Nuidis Vulko. W grudniu 2016 roku potwierdzono, że Patrick Wilson zagra przyrodniego brata Aquamana. 31 stycznia 2017 roku do obsady dołączył Yahya Abdul-Mateen II jako Black Manta, arcywróg Aquamana w komiksach wydawnictwa DC. Pod uwagę brany był również Michael K. Williams. Tego samego dnia pojawiły się informacje, że Nicole Kidman przystąpiła do rozmów, aby zagrać królową Atlannę. Dwa miesiące później Kidman potwierdziła swój angaż.
W lutym 2017 roku poinformowano, że Temuera Morrison jest w trakcie negocjacji w sprawie roli Thomasa Curry’ego. 12 kwietnia Dolph Lundgren został obsadzony w roli Nereusa. W maju 2017 do obsady dołączyła Ludi Lin. Prawie dwa tygodnie później Michael Beach, który w filmie Liga Sprawiedliwych bez granic podkładał głos Devilowi Rayowi (postaci opartej na Black Mancie) został obsadzony w roli ojca Black Manty. W październiku 2017 roku Graham McTavish ujawnił, że także zagra w filmie. W kwietniu 2018 roku Randall Park został obsadzony jako dr Stephen Shin, a w lipcu zdradzono, że Djimon Hounsou, Natalia Safran i Sophia Forrest zagrają odpowiednio Króla Rybaków, Królową Rybaków i Księżniczkę Rybaków. W listopadzie 2018 roku ujawniono, że Julie Andrews zagra w filmie rolę głosową.

### Zdjęcia i postprodukcja
Zdjęcia główne rozpoczęły się 2 maja 2017 w Australii, pod roboczym tytułem „Ahab”. Większość filmu nakręcono w Village Roadshow Studios w Gold Coast, a niektóre sceny w Nowej Fundlandii, na Sycylii (Erice) i w Maroku. Od maja do sierpnia 2017 zdjęcia realizowano m.in. w Main Beach, Coomera, Southport i Amity Point w North Stradbroke Island w Queensland. Podczas kręcenia sekwencji podwodnych Wan powiedział, że „nie jest to łatwe”, gdyż „podwodny świat jest bardzo skomplikowany”. Niektóre sceny podwodne kręcono z użyciem specjalnych urządzeń trzymających aktorów w powietrzu oraz bluescreenów, a następnie poddawano odpowiednim zmianom w procesie postprodukcji, a część ujęć kręcono z użyciem wody.
W sierpniu 2017 rozpoczęto kręcenie w Hastings Point, które zakończono jeszcze w tym samym miesiącu. Następnie zdjęcia przeniosły się do Nowej Fundlandii i Labradoru. Pod koniec września tego samego roku Willem Dafoe zdradził, że nakręcił już wszystkie sceny ze swoim udziałem, natomiast w październiku James Wan ujawnił, że prace na planie zakończył także Patrick Wilson. Do połowy października filmowano jeszcze w Maroku, w miastach Merzuga i Arfud. Zdjęcia zakończyły się 21 października 2017. Odpowiadał za nie Don Burgess. Montażem zajął się Kirk Morri, scenografią Bill Brzeski, a kostiumy zaprojektowała Kym Barrett. Budżet filmu szacowany jest na około 160 milionów dolarów.

#### Efekty specjalne
Za efekty specjalne odpowiadali Charles Gibson oraz Kelvin McIlwain, a zrealizowały je studia Industrial Light & Magic, Base FX, Rodeo FX, Scanline VFX, DNEG, Luma Pictures, Weta Digital, Moving Picture Company, Method Studios, Digital Domain i Proof.
Firma ILM przygotowała 670 ujęć. Stworzyła ona m.in. Atlantydę oraz wszystkie jej zwierzęta i stworzenia, Karathenów i bitwę finałową. Przy tworzeniu Atlantydy zespół oparł się na projektach dostarczonych przez dział artystyczny. ILM stworzyło także ponad 200 budynków. Podwodne statki były wzorowane na organicznych stworzeniach i zaprojektowane tak, aby się poruszały. Wszystkie zwierzęta, w tym Karatheny, zostały rzeczywiście zbudowane, a następnie animowane z użyciem klatek kluczowych. Studio to pracowało także nad ujęciami, w których symulowano ruch włosów pod wodą.
Weta Digital zajęło się większością scen, w których konieczne było cyfrowe odmładzanie aktorów. Opracowali więc m.in. sceny retrospekcji z Nicole Kidman i Temuerą Morrisonem, natomiast studio DNEG dokonało cyfrowego odmłodzenia Willema Dafoe w scenie, w której jego postać – Nuidis Vulko – szkoli młodego Arthura. Firma Digital Domain opracowała m.in. środowisko wyspy, na której znajdował się trójząb króla Atlana. W tej sekwencji aktorzy zostali nakręceni w basenie z wodą na niebieskim tle, a studio dodało w postprodukcji wodospady, góry, dinozaury i inne stworzenia. Firma przygotowała łącznie około 20 ujęć.
Method Studios zajęło się sekwencją walki na Sycylii pomiędzy Arthurem, Merą i Black Mantą, spotkaniem Arthura z Karathenami oraz zdobyciem przez niego trójzębu króla Atlana. Przygotowało także specjalne ujęcie o wysokiej rozdzielczości (700 klatek na sekundę) w scenie, w której kamera podróżuje przez oczy Arthura. Rodeo FX pracowało głównie nad dwiema sekwencjami. Jedną z nich była kraina, przypominająca akwarium, którą młody Arthur odwiedza na początku filmu. Studio użyło przy niej symulacji, a także algorytmów odwzorowujących zachowanie ryb. Drugą sekwencją były ruiny Atlantydy znajdujące się pod pustynią. Artyści wykorzystali dużą ilość piasku, pyłu i skał, aby realistycznie oddać interakcje postaci, a zrujnowanemu miastu dodać głębi.
Scanline VFX dostarczyło 450 ujęć. Główne sekwencje, nad którymi pracowali to środowisko latarni morskiej, napisy tytułowe, Aquaman wypychający łódź podwodną na powierzchnię i ratujący marynarzy w środku, Black Manta płacący Ormowi za dostarczenie łodzi podwodnej oraz wizyta Arthura i Mery w Królestwie Rowu. Przy tworzeniu karty tytułowej zespół oparł się na pracy Rodeo nad sekwencją w akwarium i użył symulacji do stworzenia ponad 60 000 ryb. W celu stworzenia latarni morskiej, ekipa zbudowała pełnowymiarowy dom z podstawą wieży latarni, a resztę wykonano cyfrowo.
W sumie w filmie jest około 2300 ujęć, w których użyto efektów specjalnych.

## Muzyka
7 marca 2018 ogłoszono, że Rupert Gregson-Williams skomponuje muzykę do filmu. Wcześniej był autorem ścieżki dźwiękowej do innego filmu należącego do DC Extended Universe – Wonder Woman. Ścieżka dźwiękowa została wydana 14 grudnia 2018 przez WaterTower Music. Na płycie znajduje się również utwór amerykańskiej piosenkarki Skylar Grey zatytułowany „Everything I Need”. Joseph Bishara, częsty współpracownik Wana, na potrzeby jednej z sekwencji skomponował utwór „Trench Engaged”.
| Aquaman (Original Motion Picture Soundtrack) – 2018 | Aquaman (Original Motion Picture Soundtrack) – 2018 | Aquaman (Original Motion Picture Soundtrack) – 2018 |
| Nr                                                  | Tytuł utworu                                        | Długość                                             |
| --------------------------------------------------- | --------------------------------------------------- | --------------------------------------------------- |
| 1.                                                  | „Everything I Need”                                 | 3:16                                                |
| 2.                                                  | „Arthur”                                            | 4:40                                                |
| 3.                                                  | „Kingdom of Atlantis”                               | 3:26                                                |
| 4.                                                  | „It Wasn’t Meant to Be”                             | 3:22                                                |
| 5.                                                  | „Atlantean Soldiers”                                | 3:35                                                |
| 6.                                                  | „What Does That Even Mean?”                         | 3:23                                                |
| 7.                                                  | „The Legend of Atlan”                               | 1:57                                                |
| 8.                                                  | „Swimming Lessons”                                  | 3:03                                                |
| 9.                                                  | „The Black Manta”                                   | 2:49                                                |
| 10.                                                 | „What Could Be Greater Than a King?”                | 5:23                                                |
| 11.                                                 | „Permission to Come Aboard”                         | 2:16                                                |
| 12.                                                 | „Suited and Booted”                                 | 4:25                                                |
| 13.                                                 | „Between Land and Sea”                              | 2:55                                                |
| 14.                                                 | „He Commands the Sea”                               | 3:34                                                |
| 15.                                                 | „Map In a Bottle”                                   | 2:15                                                |
| 16.                                                 | „The Ring of Fire”                                  | 4:57                                                |
| 17.                                                 | „Reunited”                                          | 1:31                                                |
| 18.                                                 | „Everything I Need”                                 | 3:20                                                |
| 19.                                                 | „Ocean to Ocean”                                    | 2:25                                                |
| 20.                                                 | „Trench Engaged”                                    | 2:29                                                |
|                                                     |                                                     | 1:05:01                                             |

| Aquaman (Original Motion Picture Soundtrack) – Deluxe edition – 2018 | Aquaman (Original Motion Picture Soundtrack) – Deluxe edition – 2018 | Aquaman (Original Motion Picture Soundtrack) – Deluxe edition – 2018 |
| Nr                                                                   | Tytuł utworu                                                         | Długość                                                              |
| -------------------------------------------------------------------- | -------------------------------------------------------------------- | -------------------------------------------------------------------- |
| 1.                                                                   | „Mera Montage”                                                       | 2:05                                                                 |
| 2.                                                                   | „Home Invasion”                                                      | 2:49                                                                 |
| 3.                                                                   | „Saving Pops”                                                        | 3:04                                                                 |
| 4.                                                                   | „Ahab Waves”                                                         | 1:30                                                                 |
| 5.                                                                   | „Ask the Sea”                                                        | 2:00                                                                 |
| 6.                                                                   | „Obligation”                                                         | 1:25                                                                 |
| 7.                                                                   | „Dunes”                                                              | 2:05                                                                 |
| 8.                                                                   | „Suited & Booted”                                                    | 3:57                                                                 |
| 9.                                                                   | „The Black Manta”                                                    | 5:11                                                                 |
| 10.                                                                  | „Alantean Soldiers”                                                  | 5:00                                                                 |
| 11.                                                                  | „Kingdom of Atlantis”                                                | 6:37                                                                 |
|                                                                      |                                                                      | 35:43                                                                |

## Marketing
W marcu 2017 podczas CinemaConu w Las Vegas, jeszcze przed rozpoczęciem zdjęć, pokazano pierwsze grafiki koncepcyjne do filmu. W lipcu tego samego roku na San Diego Comic-Conie ukazał się promocyjny materiał filmowy. W kwietniu 2018, podczas kolejnego CinemaConu, pokazano następny materiał filmowy, a na scenie zaprezentowano obsadę.
W czerwcu 2018 w trakcie konwentu CineEurope zadebiutował pierwszy zwiastun filmu. Ponad miesiąc później, 21 lipca 2018 roku, podczas San Diego Comic-Conu zwiastun zaprezentowano szerszej publiczności i został on pozytywnie przyjęty. Pod koniec sierpnia studio zorganizowało pokazy testowe, na których film spotkał się z mieszanymi reakcjami. 5 października 2018 roku studio Warner Bros. zaprezentowało kilkuminutowy materiał promocyjny, ciepło przyjęty przez fanów. Pierwszy oficjalny spot telewizyjny do filmu pojawił się 16 października, a drugi 1 listopada. W tym samym miesiącu ukazały się plakaty z takimi postaciami jak Aquaman, Mera, Black Manta, Ocean Master, Nereus, Atlanna i Nuidis Vulko.
W listopadzie 2018 studio ogłosiło harmonogram trasy promocyjnej goszczącej m.in. Pekinie, Londynie, Nowym Jorku, Manili, Los Angeles, Miami, Gold Coast, Sydney i Honolulu. Dodatkowo ogłoszono, że film zostanie pokazany 7 grudnia 2018 roku podczas Brazil Comic Con w São Paulo. Kilka dni później ukazał się oficjalny materiał zza kulis. Dwa dni później wydano dwa plakaty przedstawiające Aquamana oraz Merę w kostiumach. 19 listopada ukazał się finalny zwiastun.

## Wydanie
Aquaman miał swoją światową premierę 26 listopada 2018 w kinie Empire na Leicester Square w Londynie. W Stanach Zjednoczonych został wydany 21 grudnia tego samego roku przez Warner Bros. Pictures w formatach RealD 3D, Dolby Cinema, IMAX, IMAX 3D, 4DX i ScreenX.
7 grudnia film zadebiutował w Chinach, a 12 grudnia w Wielkiej Brytanii. 13 grudnia miała miejsce premiera w takich krajach, jak Chile, Argentyna, Brazylia, Rosja, Portugalia, Meksyk, Chorwacja i Czechy, a następnego dnia w Indiach. 19 grudnia produkcja pojawiła się w kinach w Polsce, Francji, Szwajcarii i Korei Południowej. W Japonii film zadebiutował 8 lutego 2019.
Premiera była wcześniej planowana na 27 lipca 2018, a następnie na 5 października 2018.
5 marca 2019 Aquaman został wydany w wersji cyfrowej, a 19 marca w wersji na Blu-ray, 4K Blu-ray Ultra HD, 3D Blu-ray i DVD. Szacuje się, że zysk ze sprzedaży wersji DVD w USA wyniósł 27,4 miliona dolarów, a wersji Blu-ray – 42,2 miliona dolarów, co daje łącznie 69,7 miliona dolarów. Reżyser James Wan ujawnił, że nie zostanie wydana wersja reżyserska filmu.

## Odbiór

### Box office
W Stanach Zjednoczonych i Kanadzie Aquaman zarobił 335,1 miliona dolarów, a na innych terytoriach 812,6 miliona dolarów, co daje łącznie 1,148 miliarda dolarów zysku. Stał się on najlepiej zarabiającą produkcją DCEU, a także drugim najlepiej zarabiającym filmem wytwórni Warner Bros., po Harry Potter i Insygnia Śmierci: Część II (1,342 miliarda dolarów). Serwis Deadline Hollywood obliczył, że zysk netto filmu wyniósł 260,5 miliona dolarów, co czyni go piątą najbardziej dochodową produkcją 2018 roku.
W Stanach Zjednoczonych i Kanadzie produkcja zadebiutowała wraz z premierą takich filmów, jak Bumblebee, Teraz albo nigdy oraz Witajcie w Marwen i przewidywano, że w weekend otwarcia zarobi 65-70 milionów dolarów, a w ciągu pierwszych pięciu dni 120 milionów dolarów (według niektórych wyliczeń nawet 150 milionów dolarów). W dniu premiery produkcja zarobiła prawie 28 milionów dolarów, w tym 9 milionów dolarów z pokazów przedpremierowych. W weekend otwarcia zysk wyniósł 67,9 miliona dolarów, co zapewniło produkcji pierwsze miejsce w światowym box office, ale było najniższym otwarciem w historii DCEU. W drugi weekend po premierze film zarobił 52,1 miliona dolarów (spadek o 23%), a także 10,1 miliona dolarów w Sylwestra i 16,8 miliona dolarów w Nowy Rok. W trzeci weekend Aquaman utrzymał się na szczycie box office, zarabiając 31 milionów dolarów. W czwarty weekend zysk wyniósł 17,4 miliona dolarów, co oznaczało spadek na drugie miejsce w box office (na rzecz filmu The Upside, który zarobił 20,4 miliona dolarów). W ten sam weekend Aquaman przekroczył granicę miliarda dolarów zysku.
W Chinach, gdzie produkcja zadebiutowała dwa tygodnie wcześniej niż w Stanach Zjednoczonych, film zarobił 24,6 miliona dolarów w pierwszym dniu i ustanowił rekord otwarcia Warner Bros. w tym kraju. W pierwszy weekend film zarobił tam 93,6 miliona dolarów, co było najlepszym otwarciem w historii DCEU oraz studia Warner Bros. w tym kraju. W ciągu pierwszych trzech dni od premiery produkcja zarobiła tam więcej, niż wynosił łączny zysk filmu Wonder Woman, a w ciągu pierwszych pięciu dni – więcej niż każdy solowy film Filmowego Uniwersum Marvela. Łączny zysk z Chin wyniósł ponad 298 milionów dolarów. Na Filipinach Aquaman stał się najlepiej zarabiającym filmem Warner Bros. i DC wszech czasów, z łącznym zyskiem wynoszącym ponad 9,6 miliona dolarów. W Rumunii produkcja stała się najlepiej zarabiającym filmem dekady. Zysk z Polski to prawie 4 miliony dolarów.

### Reakcje krytyków
Film spotkał się z przeważnie pozytywnymi recenzjami krytyków. W serwisie Rotten Tomatoes 65% z 411 recenzji uznano za pozytywne, a średnia ocen wystawionych na ich podstawie wyniosła 6/10. W agregatorze Metacritic średnia ważona ocen z 50 recenzji wyniosła 55 punktów na 100 punktów. Natomiast według serwisu CinemaScore, zajmującego się mierzeniem atrakcyjności filmów w Stanach Zjednoczonych, publiczność przyznała mu ocenę „A-” w skali od A+ do F.
Peter Debruge z magazynu „Variety” skrytykował dialogi, ale chwalił reżyserię, scenografię i ostatni akt filmu, pisząc: „Największą niespodzianką jest tutaj to, że mimo długiego czasu trwania film dostaje nagle kopniaka na finał”. Stwierdził też, że „Aquaman rozpętuje bitwę morską na równi z Władcą Pierścieni”. William Bibbiani na łamach „The Wrap” nazwał film „wspaniałą superbohaterską przygodą, która stara się – i prawie jej się udaje – być najbardziej epickim filmem superbohaterskim, jaki kiedykolwiek powstał”. Peter Travers z „Rolling Stone” ocenił film na 2,5 z 5 gwiazdek chwaląc reżyserię i występ Momoy, ale krytykując fabułę i dialogi. Napisał: „Aquaman jest bałaganem zderzających się tonów i bezwstydnej głupoty, ale to ulga po ostatnich mrocznych filmach z franczyzy”. Chris Nashawaty z „Entertainment Weekly” ocenił film na C- pisząc: „Produkcja nie może się zdecydować czy chce być głupia czy poważna, czy chce być filmem superbohaterskim czy parodią jednego z nich”. Skrytykował także efekty specjalne, kostiumy i dialogi. Todd McCarthy z „The Hollywood Reporter” chwalił występ Momoy, pisząc: „W filmie nie ma prawie żadnej sceny, która nie mogłaby skorzystać z zabawnego poczucia humoru i zaskoczenia, które Momoa dostarcza mniej lub bardziej samodzielnie”. Skrytykował jednak długość filmu twierdząc, że niektóre sceny akcji są „jakby wyciągnięte z kapelusza na zawołanie”, a to według niego sprawia wrażenie że film jest „nudny, zmielony i napędzany bardziej poczuciem obowiązku niż radością z inspiracji”.
Łukasz Muszyński z portalu Filmweb wystawił filmowi 7 gwiazdek z 10 możliwych; chwalił reżyserię, stwierdzając, że Wan „pewną ręką miksuje ze sobą kino nowej przygody, rodzinny melodramat, screwball comedy, horror, batalistyczny epos oraz proekologiczne przesłanie”. Uznał jednak, że trzeba przymknąć oko na „parę dziur logicznych, nietrafioną ekspozycję oraz kilka niezamierzenie zabawnych linijek dialogu”. Dawid Muszyński z naEkranie.pl ocenił film na 6 punktów z 10 i uznał, że film jest „piękny wizualnie”, jednak „pod względem scenariuszowym jest źle, bardzo źle”. Skrytykował także wątek Black Manty uznając go za niepotrzebny. Konrad Kozłowski z portalu antyweb.pl również wystawił ocenę 7 na 10 i napisał: „James Wan potrafił przekuć historię superbohatera, którego rzadko traktowano serio, w przepiękny wizualnie film”; pochwalił również występ Momoy. Tomasz Drabik z kulturacja.pl przyznał filmowi 4 punkty z 10 możliwych, stwierdzając: „Aquaman wypada chyba najlepiej z dotychczasowych produkcji z uniwersum DC i bez gryzienia połyka flagową produkcję tego uniwersum jaką była Liga Sprawiedliwości. Do doskonałości mu jednak daleko”. Skrytykował fabułę i czarne charaktery i napisał, że jako „najlepszy film DC wypada na poziomie najsłabszego MCU”. Przemysław Mazur z portalu paradoks.net.pl wystawił ocenę 7 na 10, chwaląc role Lundgrena i Dafoe oraz stwierdzając, że „widzowie złaknieni epickiej, tętniącej pozytywną, bezpretensjonalną energią rozrywki z dużym prawdopodobieństwem będą się na tej produkcji świetnie bawili”.

## Nagrody i nominacje
| Nagroda                              | Kategoria                                                  | Nominowani                                                             | Wynik     | Źródło          |
| ------------------------------------ | ---------------------------------------------------------- | ---------------------------------------------------------------------- | --------- | --------------- |
| Alliance of Women Film Journalists   | Wybitne osiągnięcia kobiety w branży filmowej              | Nicole Kidman                                                          | Nominacja | [ 151 ]         |
| Dorian Awards                        | Film roku                                                  | Aquaman                                                                | Nominacja | [ 152 ]         |
| Gold Derby Awards                    | Najlepsze efekty specjalne                                 | Kelvin McIlwain, Jeff White, Bryan Hirota, Kimberly Nelson LoCascio    | Nominacja | [ 153 ]         |
| Visual Effects Society Awards        | Najlepsze środowisko stworzone w trybie fotorealistycznym  | Quentin Marmier, Aaron Barr, Jeffrey De Guzman, Ziad Shureih           | Nominacja | [ 154 ]         |
| Visual Effects Society Awards        | Najlepsze zdjęcia wirtualne w projekcie fotorealistycznym  | Claus Pedersen, Mohammad Rastkar, Cedric Lo, Ryan McCoy                | Nominacja | [ 154 ]         |
| Amerykańska Gildia Charakteryzatorów | Najlepszy specjalny efekt w makijażu                       | Justin Raleigh, Ozzy Alvarez, Sean Genders                             | Nominacja | [ 155 ]         |
| Złote Szpule                         | Najlepszy montaż tła muzycznego w filmie pełnometrażowym   | J.J. George & Paul Rabjohns                                            | Nominacja | [ 156 ] [ 157 ] |
| Amerykańska Gildia Kostiumologów     | Najlepsze kostiumy w filmie fantastycznonaukowym / fantasy | Kym Barrett                                                            | Nominacja | [ 158 ]         |
| SXSW Film Design Award               | Najlepszy projekt tytułu                                   | Aaron Becker, Simon Clowes                                             | Nominacja | [ 159 ]         |
| Kids' Choice Awards                  | Ulubiony film                                              | Aquaman                                                                | Nominacja | [ 160 ]         |
| Kids' Choice Awards                  | Ulubiony aktor filmowy                                     | Jason Momoa                                                            | Nominacja | [ 160 ]         |
| Kids' Choice Awards                  | Ulubiony superbohater                                      | Jason Momoa                                                            | Nominacja | [ 160 ]         |
| Golden Trailer Awards                | Najlepszy zwiastun filmu fantasy / przygodowego            | Aquaman, Target Wall "I Am", Warner Bros., Aspect                      | Nominacja | [ 161 ]         |
| MTV Movie & TV Awards                | Najlepszy pocałunek                                        | Jason Momoa i Amber Heard                                              | Nominacja | [ 162 ]         |
| Nagroda Saturn                       | Najlepsza adaptacja komiksu                                | Aquaman                                                                | Nominacja | [ 163 ]         |
| Nagroda Saturn                       | Najlepsza reżyseria                                        | James Wan                                                              | Nominacja | [ 163 ]         |
| Nagroda Saturn                       | Najlepsza aktorka drugoplanowa                             | Amber Heard                                                            | Nominacja | [ 163 ]         |
| Nagroda Saturn                       | Najlepszy montaż                                           | Kirk Morri                                                             | Nominacja | [ 163 ]         |
| Nagroda Saturn                       | Najlepsza scenografia                                      | Bill Brzeski                                                           | Nominacja | [ 163 ]         |
| Nagroda Saturn                       | Najlepsze kostiumy                                         | Kym Barrett                                                            | Nominacja | [ 163 ]         |
| Teen Choice Awards                   | Ulubiony film fantasy / science-fiction                    | Aquaman                                                                | Nominacja | [ 164 ]         |
| Teen Choice Awards                   | Ulubiony aktor w filmie science-fiction / fantasy          | Jason Momoa                                                            | Nominacja | [ 164 ]         |
| Teen Choice Awards                   | Ulubiona aktorka w filmie science-fiction / fantasy        | Amber Heard                                                            | Nominacja | [ 164 ]         |
| Teen Choice Awards                   | Ulubiony czarny charakter                                  | Patrick Wilson                                                         | Nominacja | [ 164 ]         |
| Chinese American Film Festival       | Najbardziej popularny amerykański film w Chinach           | Aquaman                                                                | Wygrana   | [ 165 ]         |
| AACTA Award                          | Najlepsze efekty specjalne lub animacje                    | Kelvin McIlwain, Kimberly Nelson LoCascio, Josh Simmonds, David Nelson | Nominacja | [ 166 ]         |

## Kontynuacje
W październiku 2018 roku James Wan wyjawił, że dyskusje nad sequelem rozpoczęły się w trakcie postprodukcji pierwszego filmu. Jason Momoa napisał historię do drugiej części podczas prac na planie pierwszej części, która została pozytywnie przyjęta przez Toby Emmericha z Warner Brothers Entertainment i producenta Petera Safrana. W grudniu dobre wyniki finansowe i pozytywna reakcja krytyków na film Aquaman przekonały studio do rozpoczęcia prac nad kontynuacją. W styczniu 2019 roku poinformowano, że Wan powróci na stanowisko reżysera. Geoff Boucher z Deadline Hollywood zauważył, że Wan bardzo skrupulatnie zajmował się kontynuacją swoich poprzednich filmów i był „głęboko zaangażowany” w budowanie świata Aquamana, który porównał do Śródziemia czy galaktyki w Gwiezdnych wojnach. Miesiąc później ujawniono, że David Leslie Johnson-McGoldrick zajmie się scenariuszem. W tym samym miesiącu studio wyznaczyło datę amerykańskiej premiery na 16 grudnia 2022 roku. Była ona później kilkukrotnie przesuwana, a ostatecznie miała miejsce 19 grudnia 2023 roku.

### Animowany miniserial
W styczniu 2020 zapowiedziano animowany miniserial oparty na postaci Aquamana. Ujawniono, że producentem wykonawczym będzie James Wan, a serial zadebiutuje na platformie HBO Max. Miał on być osadzony po wydarzeniach z filmu Aquaman, jednak nie należeć do kanonu DC Extended Universe. Cooper Andrews, Gillian Jacobs, Thomas Lennon i Dan Snyder mieli zastąpić odpowiednio Momoę, Heard, Wilsona i Dafoe w ich rolach. 1 września 2021 roku ogłoszono, że serial będzie emitowany na Cartoon Network w ramach bloku ACME Night. 10 września 2021 roku ogłoszono, że zostanie wydany 14 października 2021 roku.

### Anulowany spin-off
W lutym 2019 studio Warner Bros. ogłosiło, że pracuje nad powstaniem spin-offu do filmu, który ma być zatytułowany The Trench. Producentem miał być Wan, a Noah Gardner i Aidan Fitzgerald mieli napisać scenariusz. Fabuła skupiłaby się na amfibijnych potworach, z którymi Arthur i Mera zmierzyli się w Aquamanie, powrócić miał także Yahya Abdul-Mateen II jako Black Manta. W kwietniu 2021 studio zdecydowało się anulować projekt, nie wykluczając jednak powrócenia do niego w przyszłości.